# Live in France
Live in France è il quattordicesimo EP della band heavy metal/epic metal Manowar. Esso è stato registrato live nel 1999.

## Tracce
1. Lady Marmelade
2. Kill with Power (live)
3. Metal Warriors (live)
4. Courage (French studio version)

## Formazione
- Ross the Boss - chitarra
- Joey DeMaio - basso
- Scott Columbus - batteria
- Eric Adams - voce